# Stipa frigida
Stipa frigida är en gräsart som beskrevs av Rodolfo Amando Philippi. Stipa frigida ingår i släktet fjädergrässläktet, och familjen gräs. Inga underarter finns listade i Catalogue of Life.